# Distretto di Pınarbaşı
Il distretto di Pinarbaşi (in turco Pinarbaşi ilçesi) è uno dei distretti della provincia di Kastamonu, in Turchia.